# 12 h 08 à l'est de Bucarest
Pour plus de détails, voir Fiche technique et Distribution.
12 h 08 à l'est de Bucarest (A fost sau n-a fost?) est un film roumain de Corneliu Porumboiu, sorti en 2006. Il fait partie de la sélection officielle de la Quinzaine des réalisateurs du festival de Cannes 2006 et a été récompensé par la Caméra d'or. Le film se déroule dans la ville roumaine de Vaslui et met en scène des personnages qui reviennent sur les événements de la Révolution roumaine de 1989, seize ans après les faits.
Le titre français fait référence à l'heure à laquelle le dictateur Nicolae Ceaușescu et sa femme auraient pris la fuite en hélicoptère pour échapper aux manifestants qui ont pénétré dans le bâtiment où il se trouvait.

## Synopsis
Vaslui, Roumanie de l'est, c'est le seizième anniversaire de la révolution de Noël et Virgil Jderescu, le propriétaire et journaliste de la télévision locale, veut organiser un "talk show" en direct pour répondre à une question importante : "Cette ville a-t-elle réellement participé à la révolution ou a-t-elle seulement fêté la chute du dictateur ?"
Moins de 2 heures avant l'émission, les deux invités prévus refusent d'y participer et c'est donc en peu de temps que M. Jderescu est obligé de trouver deux autres invités et va les chercher à domicile pour les amener sur le plateau d'enregistrement.
Le premier est Tiberiu Manescu, un professeur alcoolique et endetté, qui a toujours affirmé avoir été un grand révolutionnaire; le deuxième est Emanoil Piscoci, un homme âgé et retiré qui, dans ce temps-là, avait l'habitude de se déguiser en Père Noël pour les enfants.
L'émission commence et M. Manescu parle de son expérience comme révolutionnaire; mais, tout de suite, deux téléspectateurs appellent l'émission en direct pour démentir le conte de Manescu en l'accusant de parler sous l'effet de l'alcool.
L'émission devient embarrassante lorsque Manescu, visiblement énervé, dévoile les secrets de certaines personnes célèbres de cette ville, y compris sur Virgil Jderescu, lequel, selon les affirmations de Manescu, n'est pas un journaliste mais un ex-ingénieur textile reconverti. C'est ainsi qu'il dévoile aussi le passé de M. Costica Bejan, un important entrepreneur qui, selon Manescu, était un collaborateur de la Securitate du dictateur Nicolae Ceaușescu.
Mais l'émission, formelle et modérée à son début, devient définitivement grossière et confuse quand M. Piscoci, jusqu'à ce moment-là tranquille et silencieux, s'énerve et prétend faire de la philosophie; en fait, il commence à dire des idioties, parfois en se contredisant lui-même.

## Fiche technique
- Titre : 12 h 08 à l'est de Bucarest
- Titre original : A fost sau n-a fost?
- Réalisation : Corneliu Porumboiu
- Scénario : Corneliu Porumboiu
- Production : Esther García - Agustín Almodóvar
- Format : Son : Dolby SR  -  Projection : 1.85 : 1 - Production : 35 mm
- Photo : George Dascalescu  - Marius Panduru
- Musique : Rotaria
- Montage : Roxana Szel
- Budget : 200 000 euros (estimation)[1]
- Duré : 89 min
- Pays :  Roumanie
- Langue : Roumain
- Distributeur : K-Films Amérique (Québec)
- Dates de sortie : 
  -  France 10 janvier 2007
  -  Québec 9 novembre 2007

## Distribution
- Mircea Andreescu : Emanoil Piscoci
- Teodor Corban : Virgil Jderescu
- Ion Sapdaru : Tiberiu Manescu
- Cristina Ciofu : Vali
- Luminita Gheorghiu : l'épouse de V. Jderescu
- Lucian Iftime : Costel
- Annemarie Chertic : Vera
- Mirela Cioaba : l'épouse de T. Manescu
- Constantin Dita : Tibi
- Daniel Badale : le professeur

## Distinctions

### Récompenses
- Festival de Cannes 2006 :
  - Caméra d'or (sélection Quinzaine des réalisateurs)
  - Label Europa Cinemas
- Festival du film du jeune cinéma d'Europe de l'Est de Cottbus 2006 : prix spécial de la meilleure contribution artistique
- Festival international du film d'histoire de Pessac 2006 : prix du jury étudiant
- Festival international du film de Transylvanie 2006 : prix du public, meilleur film roumain et trophée Transylvanie

### Nominations
- Prix du cinéma européen 2006 : meilleur scénario
- Film Independent's Spirit Awards 2007 : meilleur film étranger (en compétition pour la Roumanie)
- Grand prix de l'Union de la critique de cinéma